# Борсиппа

Древнее Междуречье

Борсиппа (шум. Ba-ad-DUR-si-a-ab-ba или Badursiabba (букв. «Рог моря»); аккад. Barzipa или Tintir IIkum-KI (букв. «Второй Вавилон»), или Kinnir, Kinunir (букв. «Место борьбы»)) — важный город в Древней Месопотамии, в 20 км юго-западнее Вавилона, упоминаемый начиная со II династии Ура.

## Политическое значение
Борсиппа, как правило, находилась в политической зависимости от Вавилона и являлась одним из немногих крупных городов Нижней Месопотамии, который никогда не был резиденцией какой-либо политической власти. Самостоятельность Борсиппа потеряла с захватом её Хаммурапи.
Город находился поблизости от большого рукотворного озера, которое обозначалось как море (Тамту) и лежало с северо-западной и западной стороны от города. В южном направлении проходил маленький залив озера, которая именовалась как рог. Борсиппа непосредственно находилась на этом роге моря. Это его первоначальное наименование «Рог моря» приобрело при Хаммурапи новое имя Борсиппа (Barzipa). Также в религиозных текстах город носил эпитеты «Второй Вавилон» и «Место борьбы».

## История
Сначала Борсиппа была культовым центром бога Туту, который впоследствии был вытеснен культом бога мудрости Набу, который и стал городским богом. В городе был сооружен храм Набу — Эзида («Дом вечности»), а также зиккурат — Эуриминанки («Дом семи владык неба и земли»), имеющий основание 82×82 м и, видимо, такую же высоту. Борсиппа считался городом ночного солнца, как пара Вавилону, который провозглашался городом дневного солнца. Процессии совершались в тесном согласовании между жречествами обоих городов. В Новый год из Борсиппы в Вавилон по каналу Нар-Борсиппа доставляли истукан бога Набу, главного бога Борсиппы.
Из текстов также известно, что город был окружен стенами, носящими имя «Имущество её окрестностью», которые частично заметны ещё и поныне. В стенах были многочисленные городские ворота, которые были посвящены соответствующим богам. Также между Борсиппой и Вавилоном существовала Дорога процессий. Расцвет города приходился на время правления нововавилонского царя Навуходоносора II. Город существовал вплоть до селевкидского и даже арабского периодов.

## Раскопки
Первые раскопки зиккурата Борсиппы начались в середине XIX столетия благодаря Генри Равлинзону. Только в 1879/1880 гг. при Ормузе Рассаме и в 1901/1902 при Роберте Кольдевее в Борсиппе начали проводиться систематические раскопки. В 1980 начались австрийские раскопки, которые были организованы Хельгой Тренквалдер. Археологические исследования с 1980 до 2000 проводились Wilfrid Allinger-Csollich, которые сконцентрировались на исследовании храма Изиды и зиккурата. В 2001 и 2002 годах проводились исследования территории города Борсиппы от набережной Kaniuth. Работы прерывались во время иракских войн, но возобновлялись. Было найдено множество табличек юридического содержания и некоторое количество литературных и астрономических текстов. Они относятся в основном к поздним периодам, начиная с халдейской династии.
Большие и впечатляющие руины зиккурата Набу, покрытые холмом Бирс-Нимруд, долгое время принимали за развалины Вавилонской башни. Эта ошибка возникла уже во времена Талмуда, не в последнюю очередь из-за ошибочных указаний Геродота. Кроме того, эта башня намного лучше сохранилась, чем «родственная» башня в Вавилоне. Она и сегодня достигает высоты 50 м, хотя её в течение столетий использовали как каменоломню для извлечения кирпичей. Настоящую же Вавилонскую башню разобрали ещё в древности. Дело в том, что Эсагила к середине IV в. до н. э. обветшала и Александр Македонский, избравший Вавилон своей столицей, задумал восстановить эту святыню. Работы начались, однако неожиданная кончина Александра в 323 г. до н. э. и последовавшая за нею борьба диадохов прервали их.
Во время третьей иракской войны Борсиппе были причинены тяжелые повреждения.